# Сексизм у спорті

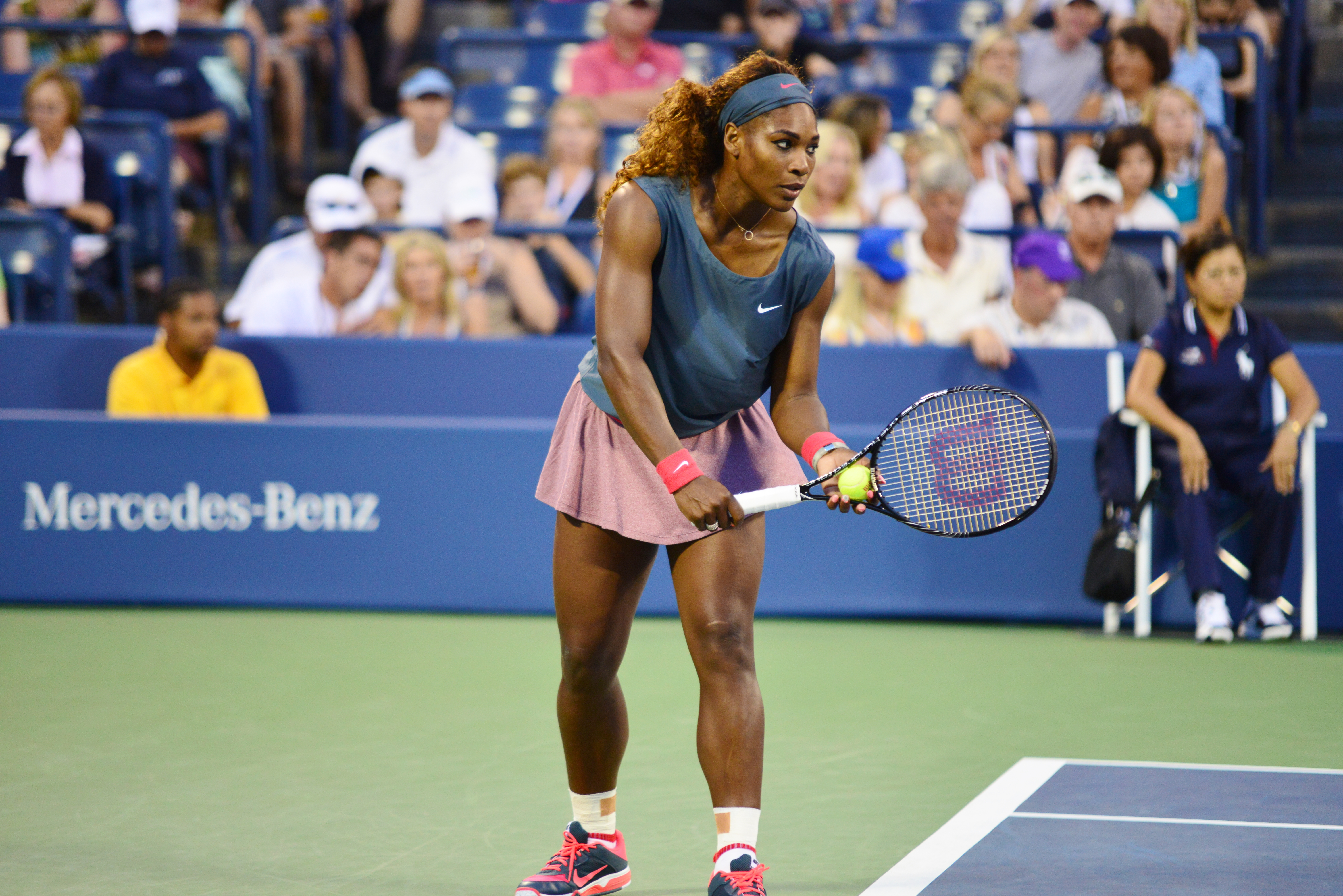
Серена Вільямс, найвисокооплачуваніша жінка в спорті у 2017 році, займає лише 51 місце серед 100 найоплачуваніших спортсменів у Forbes

Мізогінія в спорті, або сексизм у спорті (англ. Misoginy in sports) — дискурси, ідеології та дії, присутні у спортивних середовищах, які додають, підсилюють або нормалізують сексуальну об’єктивацію, принижують, соромлять або сприяють відсутності жінок у спорті.

## Упередження

### Загальна характеристика
Мізогінія як неприязнь, презирство або вкорінене упередження до жінок, може проявлятися в спорті багатьма способами, зокрема через ворожість, дискримінацію, соціальне відчуження, а також нерівне висвітлення в медіа.
Погляди XIX ст. щодо залучення жінок до спорту створюють враження, що жінки в ньому взагалі були відсутні. Якщо вони й згадувалися в спортивних обговореннях, то здебільшого це стосувалося білих жінок середнього й вищого класів, причому робився акцент на їхніх проблемах зі здоров’ям. Що ж до усіх інших груп жінок, то вони залишалися поза увагою.
У ХХ ст. залученість жінок до спорту почала зростати, проте часто їхня сексуальність та жіночність ставилися під сумнів. Так, одним з найпоширеніших лесбофобних стереотипів стало припущення про те, що спортсменки є лесбійками.
Сексизм, з яким стикаються жінки в спорті, є більш відвертим, ніж сексизм в інших професіях, оскільки поза сферою спорту вияви неприязні та презирства за ознакою статі зазнають більшого осуду суспільства та можуть загрожувати доганою або звільненням. Це змушує мізогінні погляди бути виваженішими в цих умовах, приймаючи форму мікроагресії або доброзичливого сексизму. Тоді як у спортивній індустрії відверті сексистські висловлювання все ще залишаються звичним явищем і, як правило, викликають менш негативну реакцію, ніж подібні заяви, зроблені в інших умовах.   Так, наприклад, чемпіонка з тенісу Серена Вільямс зазнавала вербальних нападок за зовнішність, а борчиню Ронду Раузі постійно запитували про її сексуальну орієнтацію.  Іншим прикладом є інцидент, що трапився у 1967 році з Кетрін Швітцер. Вона була першою жінкою, яка офіційно брала участь у Бостонському марафоні. Один з організаторів марафону Джок Семпл спробував завадити її участі у змаганні. Застосовуючи фізичну силу, чоловік намагався зірвати нагрудний номер Швітцер та голосно кричав: «Геть до біса з моєї гонки».
Лише нещодавно відомі спортсменки відкрито заговорили про мізогінію в спорті, а також стали більш залученими до дискусії щодо сексизму проти жінок у цій сфері.

### Принизлива мова
Дослідження, проведене американським соціологом Майклом Месснером у 1993 році, виявило, що жінку у спорті зазвичай називають «дівчинка» та «молодиця», в той час як чоловіка прийнято називати «юнак» або просто «чоловік», але аж ніяк не «хлопчик».
У спортивному колі чоловіча культура домінування закріплюється вже з юного віку. З малих і до професійних ліг юнаків-спортсменів навчають поводитися на полі, рингу та у спортивному середовищі загалом. Тренери та масова культура постійно транслюють повідомлення, у яких підкреслюють чоловічу гіпермаскулінність. Остання проявляється в агресивних висловлюваннях щодо гравців, котрі нібито «грають як дівчата», а також знущань на зразок «піднімися» і «припини грати як дівча». Найгіршим, до чого можна бути прирівняним в спорті, вважається жінка.
В інтерв'ю спортивній журналістці Джулі Дікаро один чоловік сказав: «Без образ, але спорт — це те місце, куди я ходжу, щоб піти від жінок».

## Ґендерна нерівність у спорті

### Висвітлення у ЗМІ
Навіть зважаючи на те, якої популярності набув спорт у всьому світі, проблеми жіночої дискримінації у спортивному середовищі та їх висвітлення у ЗМІ все ще залишаються актуальним питанням. Жіночий спорт досі не отримує достатньої уваги, і тому він не представлений належним чином у медіа. Також серед працівників спортивних ЗМІ домінують чоловіки: 90,1% редакторів і 87,4% репортерів є чоловіками. У телевізійних ЗМІ приблизно 95% ведучих та співведучих також є чоловіками.
Інформація про досягнення у жіночих видах спорту представлена недостатньо у порівнянні з інформацією про відповідні види спорту, участь у яких беруть чоловіки. Приблизно 95% спортивного контенту в ЗМІ зосереджено на чоловіках та їхніх здобутках, незважаючи на те, що жінки становлять 40% від усієї кількості спортсменів.
Якість самих історій про жіночі досягнення у спорті і висвітлення їх у медіа також значно нижчі, ніж історій про чоловіків. Статті про жінок мають нижчу якість написання, містять помилки у контексті, мають меншу кількість коментарів, тощо. 
Дослідження  Університету Пердью та Університету Південної Каліфорнії про висвітлення спорту в ЗМІ та відмінності між чоловіками та жінками показало, що з початку 1980-х жіночий спорт мав нижчу якість під час трансляції  через використання меншої кількості ракурсів камери та звуку і графіки нижчої якості, що робило жіночий спорт менш драматичним і менш розважальним. Окрім низькоякісного мовлення, лише 1/3 сюжетів про жіночі команди чи спортсменок включає інтерв'ю чи аналіз, проведений професійним спортсменом чи коментатором, тоді як такий аналіз присутній майже в кожній історії чоловічої команди чи гравця.
Інше дослідження виявило, що з 1989 по 2000 роки для опису спортсменок і жіночих команд часто використовували сексистську мову, сексуалізуючи їх, а також зосереджуючи увагу на їхніх родинах. 
Приблизно з середини 2000-х мова стала «ґендерно м’якшою». Дослідники припускають, що «м’який» сексизм підносить чоловіків, використовуючи більш привабливі формулювання, дозволяючи їм залучати більше аудиторії й уваги ЗМІ, й одночасно перехоплюючи увагу від жіночого спорту. Мова домінування, яка відіграє важливу роль у висвітленні чоловічого спорту в ЗМІ, значною мірою відсутня у висвітленні жіночого спорту. Коментатори та коментаторки жіночого спорту більше говорять про статистику, яка, згідно з дослідженням, є нецікавою.

### Нерівність в оплаті праці
Відносна різниця в середньому валовому погодинному заробітку жінок і чоловіків в економіці проявляється також у спорті. Із 100 найвисокооплачуваніших спортсменів у списку Forbes лише одна жінка - Серена Вільямс, що посіла 51 місце. Водночас Вільямс була найвисокооплачуванішою спортсменкою серед жінок станом на 2017. За даними The New York Times, у тенісі жінки заробляють в середньому 80 центів на кожен долар, що заробляють чоловіки. Ця різниця відповідає нинішньому розриву в оплаті праці на робочому місці по всій Америці.
У 2018 році, за даними The Guardian, 71% найкращих спортсменів чоловічої статі у світі заробляв більше призів та нагород, ніж спортсменки, які мали такий самий рейтинг. Чемпіонат Вімблдону 2007 року був першим турніром, який пропонував рівні призові для спортсменів та спортсменок.
У 2017 році BBC довелося оприлюднити зарплати, і було виявлено, що Мартіні Навратіловій заплатили біля 15 000 доларів США, тоді як її колега-чоловік, такий же за рівнем тенісист, отримав від 150 000 до 200 000 доларів США.
Втім, теніс залишається чи не єдиним видом спорту, який має порівняно справедливу оплату між чоловіками та жінками. Окрім того, жіночий теніс отримує найбільше висвітлення у ЗМІ серед інших видів спорту, в яких беруть участь жінки, і його популярність щороку зростає. За версією журналу Forbes, 8 із 10 найвисокооплачуваніших спортсменок є тенісистками.
Гендерний розрив в оплаті праці відчувають не лише спортсменки, але й спортивні менеджерки, спортивні дизайнерки, тренерки та жінки-керівники спортивної ланки. За даними PayScale Survey, менеджерка зі спортивного маркетингу заробляє 82 центи на кожен долар, який заробляє чоловік. Координаторка заходу заробляє 92 центи, а спортивна тренерка 95 центів. Наразі проведено багато досліджень, щоб виявити причину розриву в оплаті праці в спорті.

### Сексуальні домаганняв спорті
За даними Національного інституту охорони праці (NIOSH), «працюючі жінки стикаються з вищим ризиком стресу, пов'язаного з роботою, ніж чоловіки, а одними з найбільш шкідливих стресових факторів є сексуальні домагання». Заява Міжнародного олімпійського комітету визначає сексуальні домагання як «будь-яку небажану поведінку сексуального характеру, вербальну, невербальну чи фізичну». Ця форма домагань є поширеним страхом серед спортсменок.
Сексуальні домагання мають місце в різних спортивних групах, їх вчиняють люди різних категорій у спортивному світі. Зокрема воно поширюється і в спортивній журналістиці. Від цього потерпають, як правило, спортивні редакторки, журналістки, оглядачки та репортерки. А також згідно зі статтею, опублікованою Крістіною Колеберн, диспропорція між чоловіками та жінками на цих посадах може перешкоджати журналісткам спортивних ЗМІ повідомляти про подібні випадки.
Дослідження, проведене Сандрою Л. Кірбі та Лоррейн Грівз на 1200 спортсменках збірної Канади, показало, що більшість повідомлень про сексуальні домагання, що надходили від спортсменок, стосувалися небажаної поведінки зі сторони тренерів. Однак інші фігури, включаючи «лікарів, фізіотерапевтів, та причетних до команди осіб, членів комітету збірної чи адміністраторів», також сексуально домагалися спортсменок. Те ж дослідження виявило, що «деякі спортсменки, які розповіли особисті історії про домагання та зловживання, також повідомляли про постійний характер цих дій. Вони відбувалися в багатьох місцях (під час командних зборів, тренувань або в приватних місцях, як-от будинок чи транспортний засіб тренера чи старшого спортсмена), і не обмежувались одним і тим самим, передбачуваним місцем».
Постійні випадки сексуальних домагань можуть відбуватися протягом короткого або тривалого періоду часу і майже завжди відбуваються приватно. Це означає, що спортсменки та працівниці спортивної індустрії потребують додаткової освіти про те, як виглядають акти сексуального домагання та як і до кого потрібно звернутися за допомогою у разі інциденту.
Одним із факторів, який сприяє існуванню сексуальних домагань до спортсменок, є динаміка влади між чоловіками та жінками у світі спорту, у якій домінують чоловіки. «Сексуальні домагання та зловживання в спорті виникають через зловживання владними відносинами, які сприяють організаційній культурі, що ігнорує, заперечує, не запобігає або навіть мовчазно приймає такі випадки». Водночас жінок, які займають впливові позиції (наприклад, успішні спортсменки), часто вважають занадто наполегливими і негативно відгукуються про те, що вони кидають виклик упередженим уявленням про ієрархію.
Мері Боланд стверджує, що «жертви (сексуальних домагань) зазнають фізичних, психічних, емоційних та фінансових втрат, які можуть бути руйнівними». Саме з цієї причини багато спортсменок воліють мовчати про сексуальні домагання. Обговорювані в статті «Спортивна журналістика має серйозну проблему сексуальних домагань» жінки, які працюють у спортивній індустрії, рідко повідомляють про випадки сексуальних домагань та невідповідних коментарів в їхню сторону протягом своєї кар’єри через страх втратити роботу. «Вплив сексуальних домагань часто вимірюється такими показниками, як соматичне, фізичне та психологічне/емоційне здоров'я, успішність, робочі зміни та розвиток кар’єри. Психологічні та соматичні наслідки включають негативний вплив на самооцінку та задоволеність життям, низьке почуття впевненості в собі, негативний вплив на стосунки жінок з іншими чоловіками, гнів, страх, тривогу, депресію, почуття приниження та відчуження, відчуття безпорадності та вразливості, головний біль, порушення сну, втрату або збільшення ваги, шлунково-кишкові розлади та нудоту». Крім того, постійні сексуальні кривдники морально тиснуть на своїх жертв, маніпулюючи їхньою вірою в те, що все гаразд, що нічого поганого не трапилось, змушують їх мовчати, що в результаті призводить до подальших сексуальних переслідувань.